# Fissarena castanea
Fissarena castanea là một loài nhện trong họ Trochanteriidae. Loài này phân bố ở West-Australië en Queensland.